# 尖葉耳平蘚
尖葉耳平蘚（学名：Calyptothecium hookeri）为蕨蘚科耳平蘚屬下的一个种。

## 扩展阅读
- 維基物種上的相關：尖葉耳平蘚